# Aeroportul Yevlakh
Aeroportul Yevlakh (IATA: YLV, ICAO: UBEE) este un aeroport din Yevlakh City⁠(d), Azerbaidjan ce deservește zona Ievlah. A fost numit după zona deservită.
Situat la o altitudine de 330 m, aeroportul dispune de o singură pistă.